# Mycteroperca cidi
Mycteroperca cidi је зракоперка из реда Perciformes и фамилије Serranidae. 

## Угроженост
Подаци о распрострањености ове врсте су недовољни.

## Распрострањење
Врста има станиште у Венецуели и Куби.
ФАО рибарска подручја (енг. FAO marine fishing areas) на којима је ова врста присутна су у западном централном Атлантику.

## Популациони тренд
Популациони тренд је за ову врсту непознат.

## Станиште
Станиште врсте су морски екосистеми.